# Lübecker Nachrichten
Lübecker Nachrichten (LN; în traducere română Știri din Lübeck) este un ziar cotidian regional din Germania, care acoperă din punct de vedere jurnalistic landul Schleswig-Holstein și partea de vest a landului Mecklenburg-Vorpommern. El este, alături de Schleswig-Holsteinischer Zeitungsverlag și Kieler Nachrichten, unul dintre cele mai mari ziare din Schleswig-Holstein.

## Apariție și proprietari
LN apare zilnic, cu excepția zilelor de luni și a zilelor următoare sărbătorilor. El a fost înființat în 1946 ca succesor al ziarului Lübecker General-Anzeiger fondat în 1832 (Gazeta generală a orașului Lübeck), titlu care este încă folosit pentru suplimentul local din Lübeck.
Ziarul este publicat de societatea Lübecker Nachrichten GmbH, cu sediul în districtul Buntekuh al orașului Lübeck, care este deținut în proporție de 49% de concernul editorial Axel Springer AG. Redactor-șef este Manfred von Thien.

## Controverse
La începutul anului 1959 Otto Frank a înaintat o plângere penală pentru calomnie împotriva lui Lothar Stielau (n. 1908), profesor de limba engleză la Oberschule zum Dom din Lübeck, fost membru al NSDAP și SA, fost conducător local al Hitlerjugend și președinte (din 1957) al organizației locale a Deutsche Reichspartei, care publicase la 10 octombrie 1958 un articol în revista școlară Zeitschrift der Vereinigung ehemaliger Schüler und der Freunde der Oberschule zum Dom e.V. Lübeck în care considera jurnalul publicat ca fiind „un fals”, deoarece nu ar fi jurnalul intim pe care l-ar fi ținut de Anne Frank. Plângerea a fost extinsă și asupra fermierului Heinrich Buddeberg (n. 1893), președintele organizației Deutsche Reichspartei din landul Schleswig-Holstein, care scrisese o scrisoare în sprijinul lui Stielau, ce fusese publicată pe 6 ianuarie 1959 în ziarul Lübecker Nachrichten; el susținea în această scrisoare că autorul jurnalului ar fi scriitorul evreu Meyer Levin.